# Grande Prêmio Ciclista a Marsellesa
O Grande Prémio Ciclista a Marsellesa é uma competição de ciclismo de um dia francesa que se disputa em Marselha, no mês de abril.
A corrida começou-se a disputar em 1980, com o nome de Grande Prémio a Marsellesa. A partir de 1992 passou a chamar-se Grande Prémio abertura a Marsellesa. Depois de 2009 passou-se a chamar Grande Prémio Ciclista a Marsellesa.
O primeiro vencedor foi o holandês Leo van Vliet. Eddy Planckaert, Edwig Van Hooydonck e Baden Cooke, com duas vitórias cada são os ciclistas que mais vezes se impuseram na prova.

## Palmarés
| Ano                                 | Vencedor               | Segundo              | Terceiro               |
| ----------------------------------- | ---------------------- | -------------------- | ---------------------- |
| Grande Prémio a Marsellesa          |                        |                      |                        |
| 1980                                | Leo van Vliet          | Patrick Friou        | Frits Pirard           |
| 1981                                | Jan Bogaert            | Pascal Poisson       | Patrick Hosotte        |
| 1982                                | Bernard Hinault        | Ad Wijnands          | Pierre-Henri Menthéour |
| 1983                                | Jan Raas               | Cees Priem           | Erich Maechler         |
| 1984                                | Eddy Planckaert        | Gilbert Glaus        | Pascal Jules           |
| 1985                                | Charly Mottet          | Walter Planckaert    | Paul Haghedooren       |
| 1986                                | Eddy Planckaert        | Vincent Barteau      | Jürg Bruggmann         |
| 1987                                | Johnny Weltz           | Jean-Claude Colotti  | Paul Watson            |
| 1988                                | Ad Wijnands            | Teun van Vliet       | Adri van der Poel      |
| 1989                                | Thierry Claveyrolat    | Guido Winterberg     | Ronan Pensec           |
| 1990                                | Etienne De Wilde       | Carlo Bomans         | Hendrik Redant         |
| 1991                                | Edwig Van Hooydonck    | Pierre Dewailly      | Herman Frison          |
| Grande Prémio abertura a Marsellesa |                        |                      |                        |
| 1992                                | Edwig Van Hooydonck    | Eddy Seigneur        | Gilles Delion          |
| 1993                                | Didier Rous            | Eddy Seigneur        | Armand de Las Cuevas   |
| 1994                                | Gilles Delion          | Wilfried Nelissen    | François Simon         |
| 1995                                | Stéphane Hennebert     | Nico Mattan          | Gianluca Pianegonda    |
| 1996                                | Fabiano Fontanelli     | Ján Svorada          | Andrei Tchmil          |
| 1997                                | Richard Virenque       | Gilles Bouvard       | Ján Svorada            |
| 1998                                | Marco Saligari         | Richard Virenque     | Viatcheslav Djavanian  |
| 1999                                | Frank Vandenbroucke    | Jens Voigt           | Frédéric Bessy         |
| 2000                                | Emmanuel Magnien       | Lauri Aus            | Christophe Bassons     |
| 2001                                | Jakob Piil             | Nicolaj Bo Larsen    | Florent Brard          |
| 2002                                | Xavier Jan             | Aleksandr Bocharov   | Cyril Dessel           |
| 2003                                | Ludo Dierckxsens       | Magnus Bäckstedt     | Stefano Casagranda     |
| 2004                                | Baden Cooke            | Jo Planckaert        | Fabio Baldato          |
| 2005                                | Nicki Sørensen         | Vladimir Gusev       | Daniele Masolino       |
| 2006                                | Baden Cooke            | Philippe Gilbert     | Anthony Geslin         |
| 2007                                | Jeremy Hunt            | Mikhail Ignatiev     | Staf Scheirlinckx      |
| 2008                                | Hervé Duclos-Lassalle  | Frederik Veuchelen   | Ryder Hesjedal         |
| Grande Prémio Ciclista a Marsellesa |                        |                      |                        |
| 2009                                | Rémi Pauriol           | Thomas Voeckler      | Yuri Trofimov          |
| 2010                                | Jonathan Hivert        | Johnny Hoogerland    | Samuel Dumoulin        |
| 2011                                | Jérémy Roy             | Sylvain Georges      | Romain Feillu          |
| 2012                                | Samuel Dumoulin        | Marco Marcato        | Arthur Vichot          |
| 2013                                | Justin Jules           | Samuel Dumoulin      | Thomas Damuseau        |
| 2014                                | Kenneth Vanbilsen      | Baptiste Planckaert  | Samuel Dumoulin        |
| 2015                                | Pim Ligthart           | Kenneth Vanbilsen    | Antoine Demoitié       |
| 2016                                | Dries Devenyns         | Thibaut Pinot        | Baptiste Planckaert    |
| 2017                                | Arthur Vichot          | Maxime Bouet         | Lilian Calmejane       |
| 2018                                | Alexandre Geniez       | Odd Christian Eiking | Lilian Calmejane       |
| 2019                                | Anthony Turgis         | Romain Combaud       | Tom Van Asbroeck       |
| 2020                                | Benoît Cosnefroy       | Valentin Madouas     | Tom Devriendt          |
| 2021                                | Aurélien Paret-Peintre | Thomas Boudat        | Bryan Coquard          |
| 2022                                | Amaury Capiot          | Mads Pedersen        | Francisco Galván       |
| 2023                                | Neilson Powless        | Valentin Ferron      | Brent Van Moer         |
| 2024                                | Kevin Geniets          | Alex Baudin          | Kévin Vauquelin        |
| 2025                                | Valentin Ferron        | Vincent Van Hemelen  | Francisco Galván       |

Notas:
- As edições de 1980 a 1995, 1997 e 1999 foram edições não amadoras.

## Palmarés por países
| País          | Vitórias |
| ------------- | -------- |
| França        | 17       |
| Bélgica       | 11       |
| Países Baixos | 4        |
| Dinamarca     | 3        |
| Austrália     | 2        |
| Itália        | 2        |
| Reino Unido   | 1        |